# Le Bourdet
Le Bourdet är en kommun i departementet Deux-Sèvres i regionen Nouvelle-Aquitaine i västra Frankrike. Kommunen ligger i kantonen Mauzé-sur-le-Mignon som tillhör arrondissementet Niort. År 2022 hade Le Bourdet 570 invånare.

## Befolkningsutveckling
Antalet invånare i kommunen Le Bourdet
| Referens: INSEE |